# Ralph Copeland

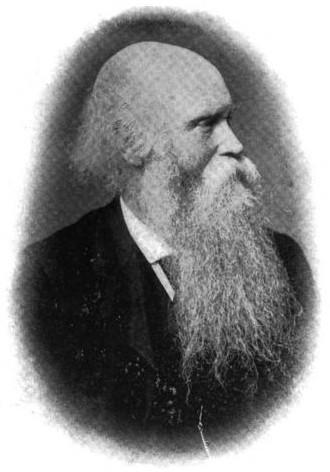
Ralph Copeland

Ralph Copeland (* 3. September 1837 in Woodplumpton (Lancashire); † 27. Oktober 1905 in Edinburgh) war ein britischer Astronom, vierter Regius Professor of Astronomy an der University of Edinburgh und der dritte Astronomer Royal for Scotland.
Copeland studierte von 1865 bis 1867 Astronomie an der Georg-August-Universität Göttingen und blieb bis 1869 an der dortigen Sternwarte. 1869/70 nahm er an der Zweiten Deutschen Nordpolar-Expedition unter Leitung von Kapitän Carl Koldewey teil, der ein Kap der Shannon-Insel nach ihm benannte. Spätere Grönlandexpeditionen vergaben auch die Namen Copeland-Fjord und Copeland-Gletscher. Anschließend arbeitete Copeland am privaten Observatorium von William Parsons auf dessen Landsitz in Parsonstown. Ab 1876 arbeitete er am Dun Echt Observatory in Dunecht. Den Venustransit von 1874 beobachtete er auf Mauritius, den von 1882 auf Jamaika.
Vom 29. Januar 1889 bis 1905 arbeitete er als Astronomer Royal for Scotland. 1889 wurde er zum Fellow der Royal Society of Edinburgh gewählt.
Ralph Copeland entdeckte 35 NGC-Objekte, die meisten davon mit dem 72-Zoll-Reflektor von William Parsons, 3. Earl of Rosse. Sieben davon im Sternbild Löwe werden als das Copeland-Septett bezeichnet.